# Chrysacris flavida
Chrysacris flavida är en insektsart som beskrevs av Liang och F.L. Jia 1992. Chrysacris flavida ingår i släktet Chrysacris och familjen gräshoppor. Inga underarter finns listade i Catalogue of Life.